# Enheduana
Enheduana je bila princeza Akadskog Carstva, svećenica boga Mjeseca Nane u Uru. Bila je kćer kralja Sargona i kraljice Tašlultum. Otac ju je postavio za svećenicu te je napisala 42 himne. Bila je sestra kraljeva Rimuša i Maništušua te teta Naram Sina.